# Antonio Lorenzo
Antonio Lorenzo (fl. XX secolo) è stato un imprenditore e dirigente sportivo italiano, presidente del Genoa nel biennio 1945/1946.

## Carriera

### Imprenditore
Lorenzo fu un imprenditore piemontese, attivo nella società calcistica Genoa.

### Dirigente sportivo
Divenne presidente del Genoa, sostituendo alla guida della società Aldo Mairano, nel luglio 1945. Durante la sua presidenza la società riprende il vecchio nome inglese, accantonando la denominazione Genova 1893 voluta per assecondare il regime fascista.
Sotto la sua presidenza il Genoa si piazzerà al dodicesimo posto della Serie A Alta Italia e le semifinali della Coppa Alta Italia.
Lascerà la guida della società nell'aprile 1946 al Commissario Edoardo Pasteur, vecchia gloria degli albori del Grifone.